# Cantone di Auzances
Il Cantone di Auzances è una divisione amministrativa dell'arrondissement di Aubusson.
A seguito della riforma approvata con decreto del 17 febbraio 2014, che ha avuto attuazione dopo le elezioni dipartimentali del 2015, è passato da 12 a 35 comuni.

## Composizione
I 12 comuni facenti parte prima della riforma del 2014 erano:
- Auzances
- Brousse
- Bussière-Nouvelle
- Chard
- Charron
- Châtelard
- Le Compas
- Dontreix
- Lioux-les-Monges
- Les Mars
- Rougnat
- Sermur

Dal 2015 i comuni appartenenti al cantone sono i seguenti 35:
- Auzances
- Basville
- Beissat
- Brousse
- Bussière-Nouvelle
- Chard
- Charron
- Châtelard
- Clairavaux
- Le Compas
- La Courtine
- Crocq
- Dontreix
- Flayat
- Lioux-les-Monges
- Magnat-l'Étrange
- Malleret
- Les Mars
- Le Mas-d'Artige
- La Mazière-aux-Bons-Hommes
- Mérinchal
- Pontcharraud
- Rougnat
- Saint-Agnant-près-Crocq
- Saint-Bard
- Saint-Georges-Nigremont
- Saint-Martial-le-Vieux
- Saint-Maurice-près-Crocq
- Saint-Merd-la-Breuille
- Saint-Oradoux-de-Chirouze
- Saint-Oradoux-près-Crocq
- Saint-Pardoux-d'Arnet
- Sermur
- La Villeneuve
- La Villetelle